# Zagaje (województwo pomorskie)
Zagaje – osada w Polsce położona w województwie pomorskim, w powiecie człuchowskim, w gminie Koczała.
Osadę stanowi pojedyncza zagroda położona 1,8 km na południe od drogi krajowej nr 20 ze Stargardu do Gdyni. Osada wchodzi w skład sołectwa Pietrzykowo.
W latach 1975–1998 miejscowość administracyjnie należała do województwa słupskiego.
W 1905 roku osadę zamieszkiwało 40 osób.